# Делафосс, Жан-Шарль
Жан-Шарль Делафосс, также Де Ла Фосс (фр. Jean Charles Delafosse, De La Fosse; 1734, Париж — 1789, Париж) — французский архитектор, скульптор, рисовальщик-орнаменталист, живописец и гравёр.

## Биография

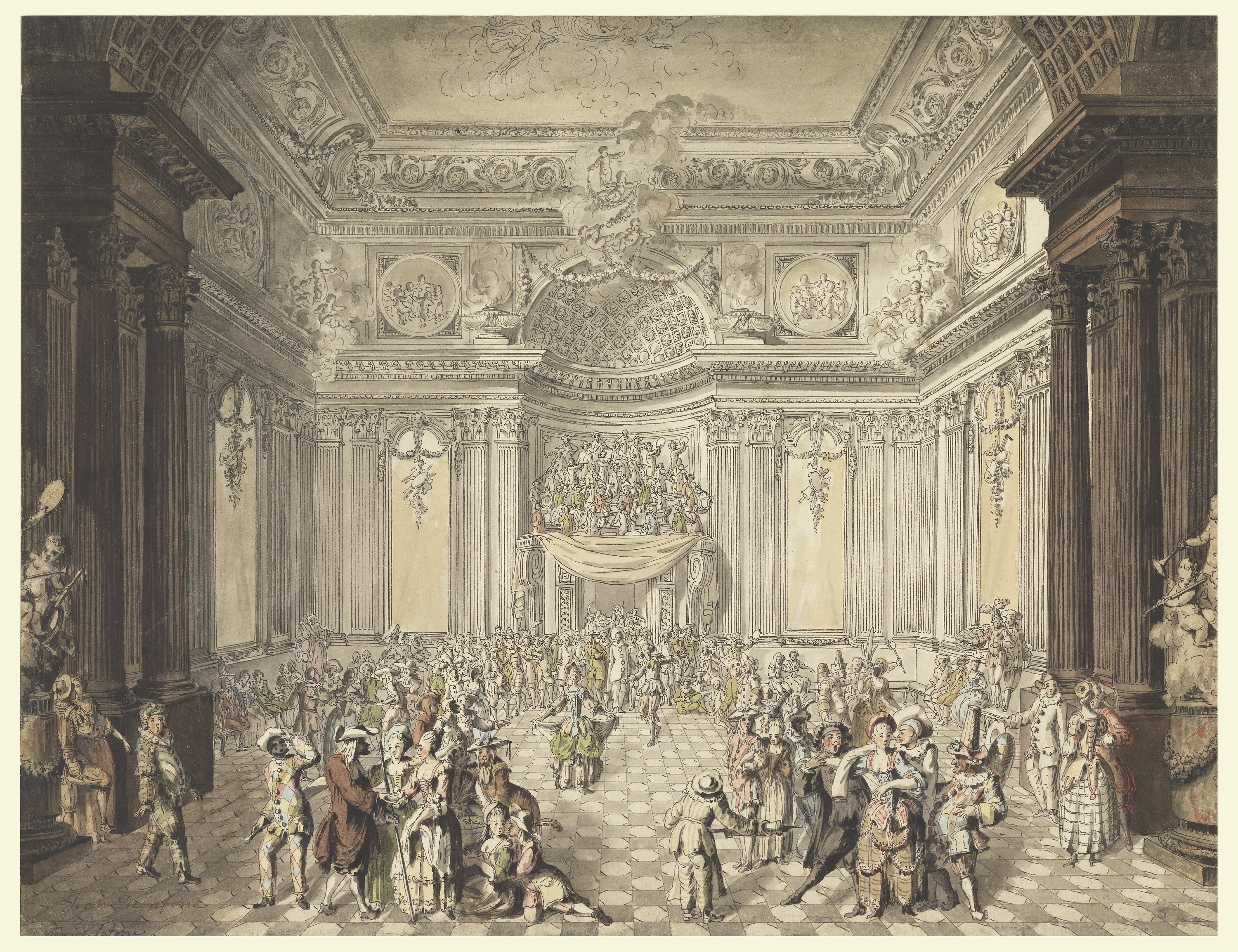
Вид зала для маскарадов. Между 1770 и 1780. Бумага, чернила, перо, кисть, акварель. Смитсоновский музей дизайна Купер Хьюитт, Нью-Йорк

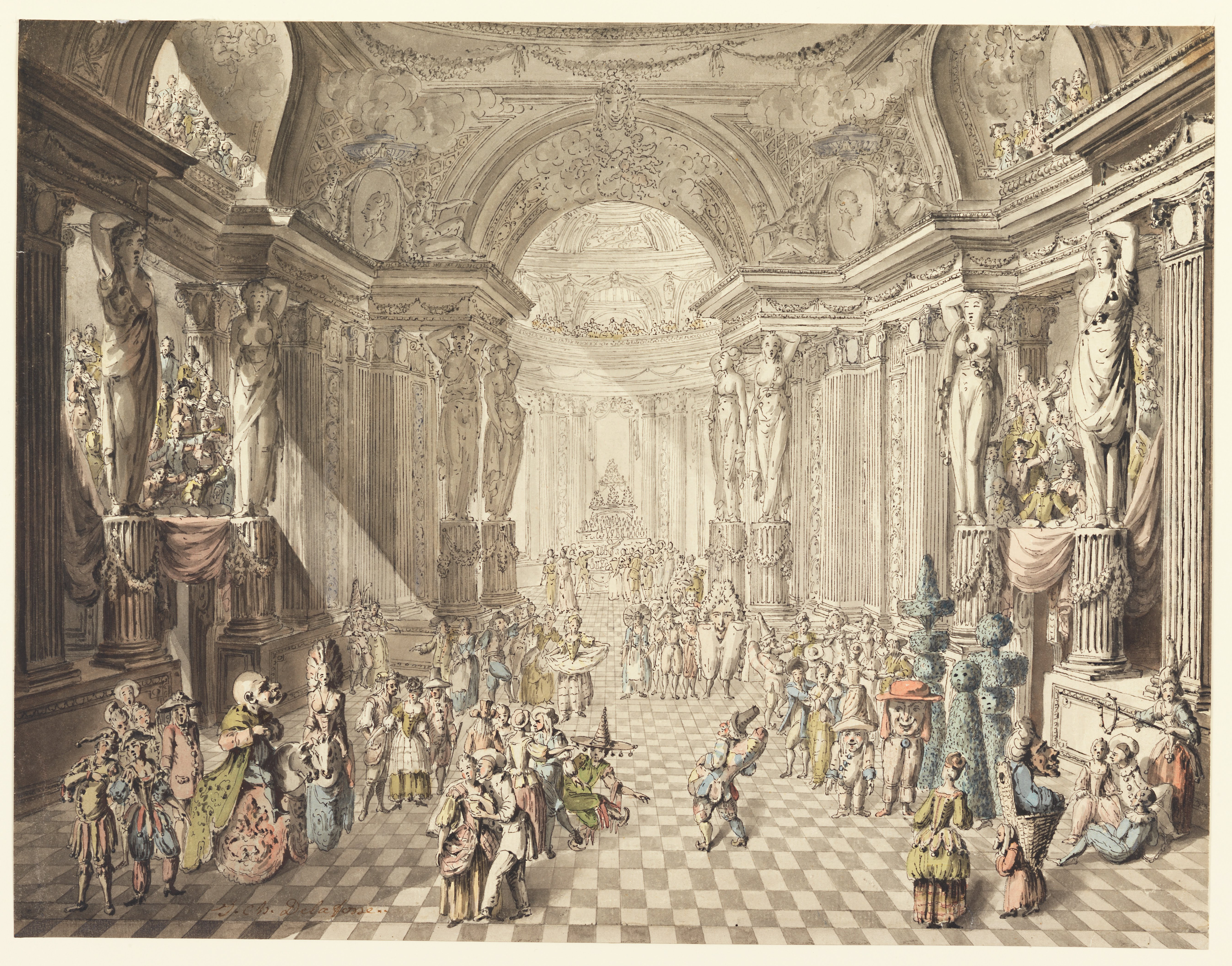
Бал-маскарад. Между 1770 и 1780. Бумага, чернила, перо, кисть, акварель. Смитсоновский музей дизайна Купер Хьюитт, Нью-Йорк

Жан-Шарль родился и умер в Париже. Учился у скульптора Ж.-Б. Пуле. С 1781 года — профессор Академии Святого Луки в Париже и член Академии в Бордо. Из его архитектурных работ известен проект скотобойни на острове Лебедей в Париже; постройка и отделка двух особняков в предместье Пуассонье (1776—1783), казарма Бон-Нувель и Крытый рынок морской рыбы (1790).
В 1768—1771 годах Делафосс опубликовал альбом гравированных рисунков и проектов оформления интерьеров, предметов комнатного убранства, а также орнаментов, в четырёх томах: «Новая историческая иконология, или иероглифические атрибуты, объектами которых являются четыре элемента, четыре времени года, четыре части света и различные облики человека Жана Шарля Делажоса, архитектора, декоратора и профессора рисования» (Nouvelle Iconologie Historique ou Attributs Hiéroglyphiques qui ont pour objets les quatre éléments, les quatre saisons, les quatre parties du monde et les différentes complexions de l’homme par Jean Charles Delajosse, Architecte, Décorateur et Professeur en Desseins, vol. I—IV, Paris, 1771). Альбом переиздавался в 1773, 1776 и 1785 годах.
Благодаря альбому своих проектов Жан-Шарль Делафосс считается не только практиком, но и теоретиком «квадратного» стиля Людовика XVI (фр. style carré, имеется ввиду художественный стиль французского неоклассицизма той эпохи, характерный преобладанием прямых линий и прямоугольных форм. В России этот стиль именовали «Луи XVI», или «à la grecque».
Делафосс участвовал также в издании сборника орнаментов «Первая книга трофеев (Шестая книга трофеев). Содержит различные церковные атрибуты. Изобретена и спроектирована архитектором Дж. К. Де Ла Фоссом. Посвящается автором художникам» (Premier Livre De Trophées (Sixieme Livre De Trophées) Contenant divers attributs d’Eglise — Inventés et dessinés par J. C. De La Fosse Architecte. Dedié aux Artistes par L’Auteur, 1770?)
Рисунки Делафосса с проектами «мебели и мотивов орнамента, вдохновлённые образцами из раскопок Геркуланума и Помпей, использовали также художники ампира».

## Галерея

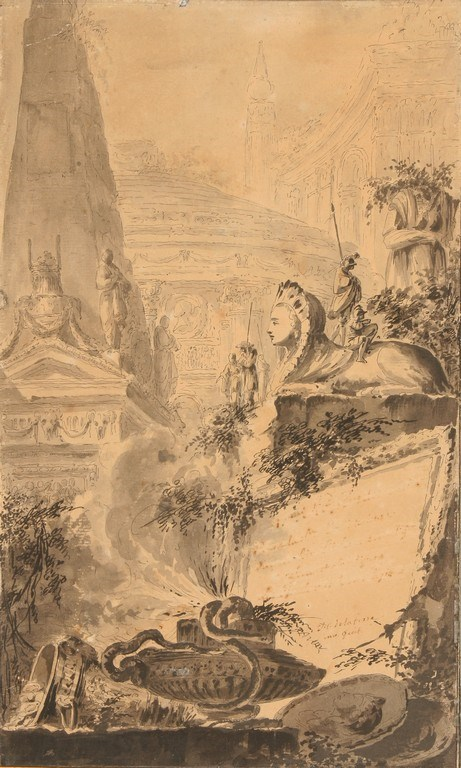
Античные памятники. Ок. 1780. Бумага, тушь, кисть. Музей изящных искусств, Нанси
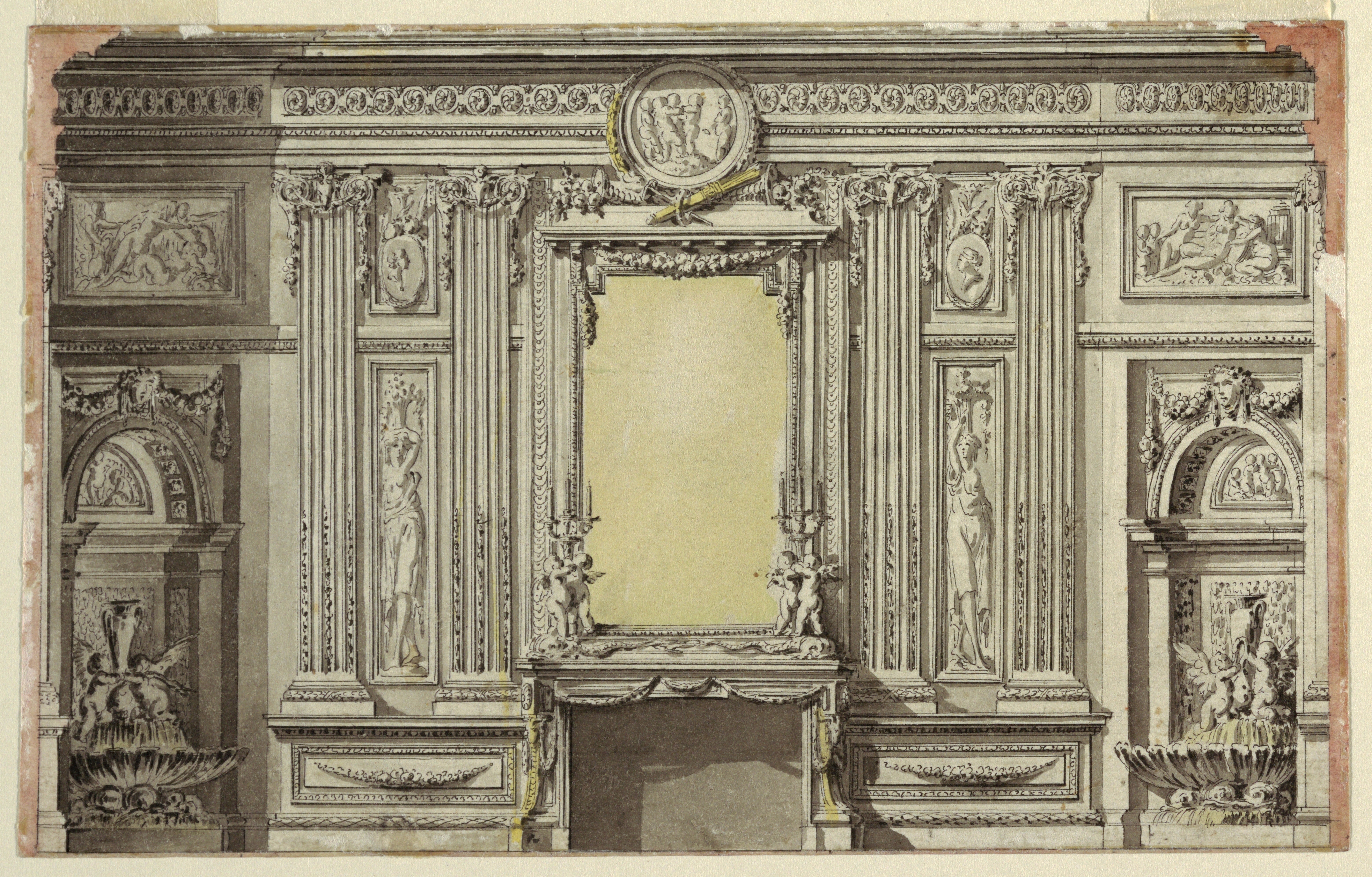
Проект оформления стены. Между 1770 и 1780. Бумага, тушь, акварель. Смитсоновский музей дизайна Купер Хьюитт, Нью-Йорк
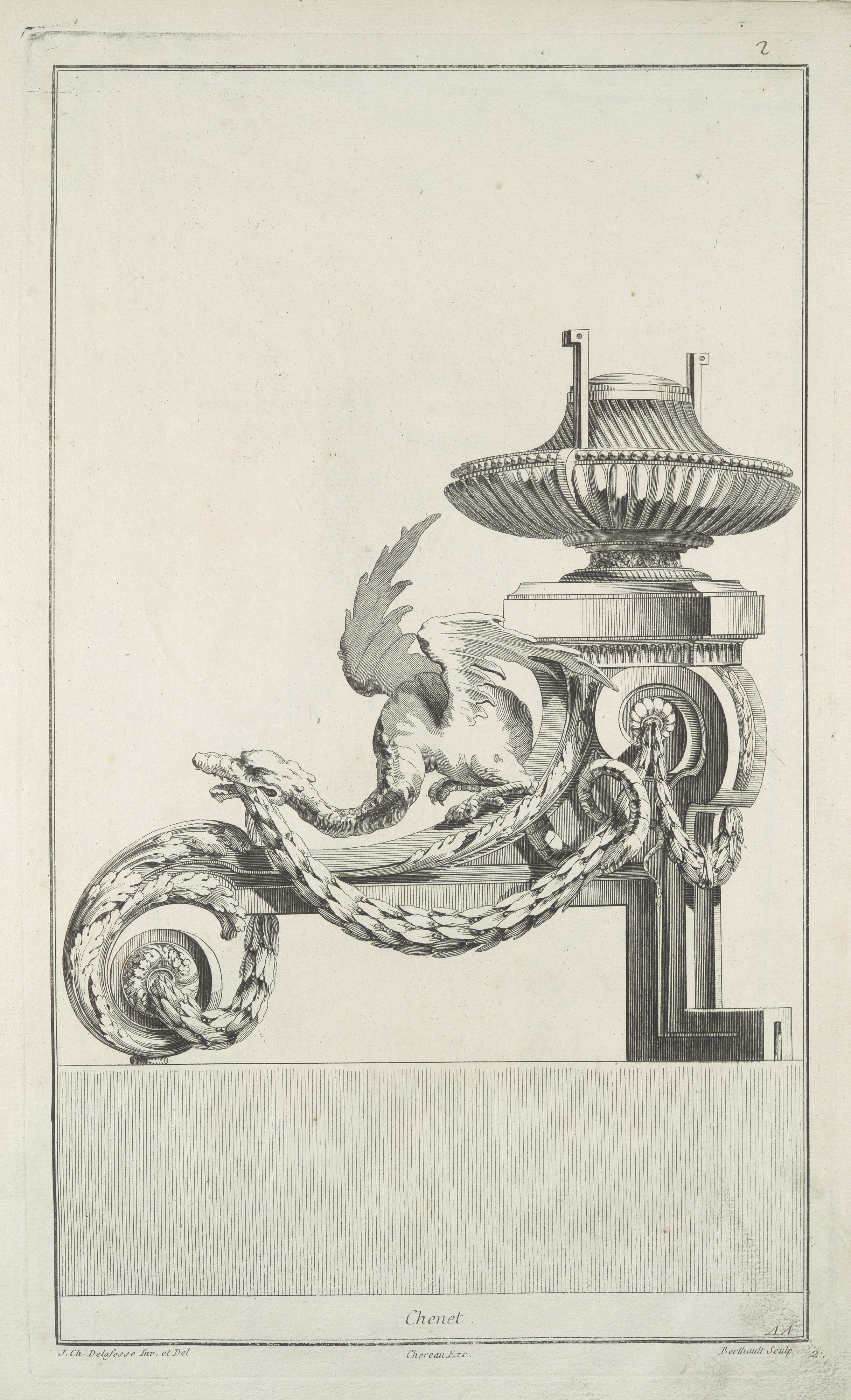
Деталь каминного прибора. Между 1740 и 1789. Офорт. Метрополитен-музей, Нью-Йорк
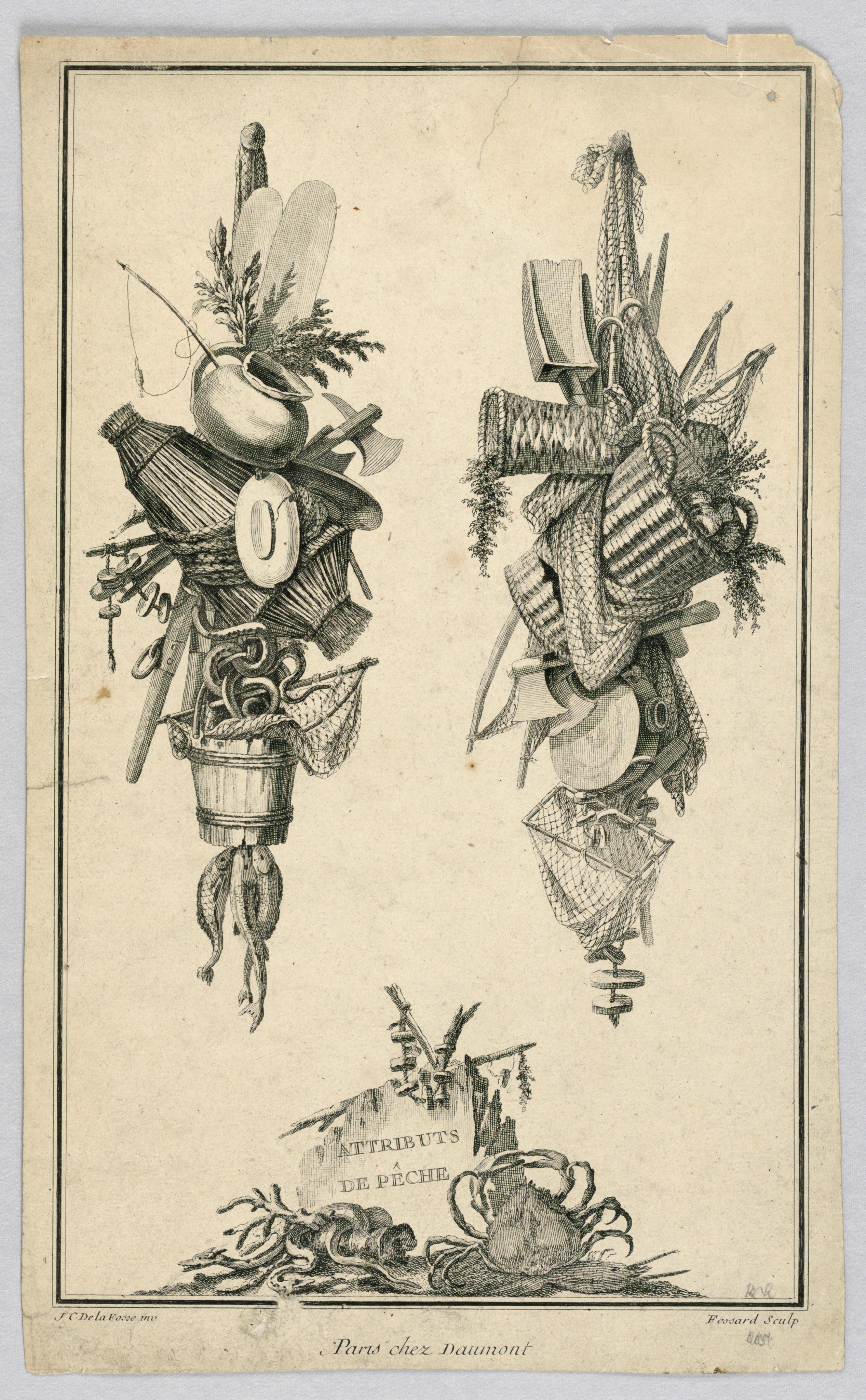
Декоративный мотив «трофеев». Между 1734 и 1789. Офорт. Смитсоновский музей дизайна Купер Хьюитт, Нью-Йорк
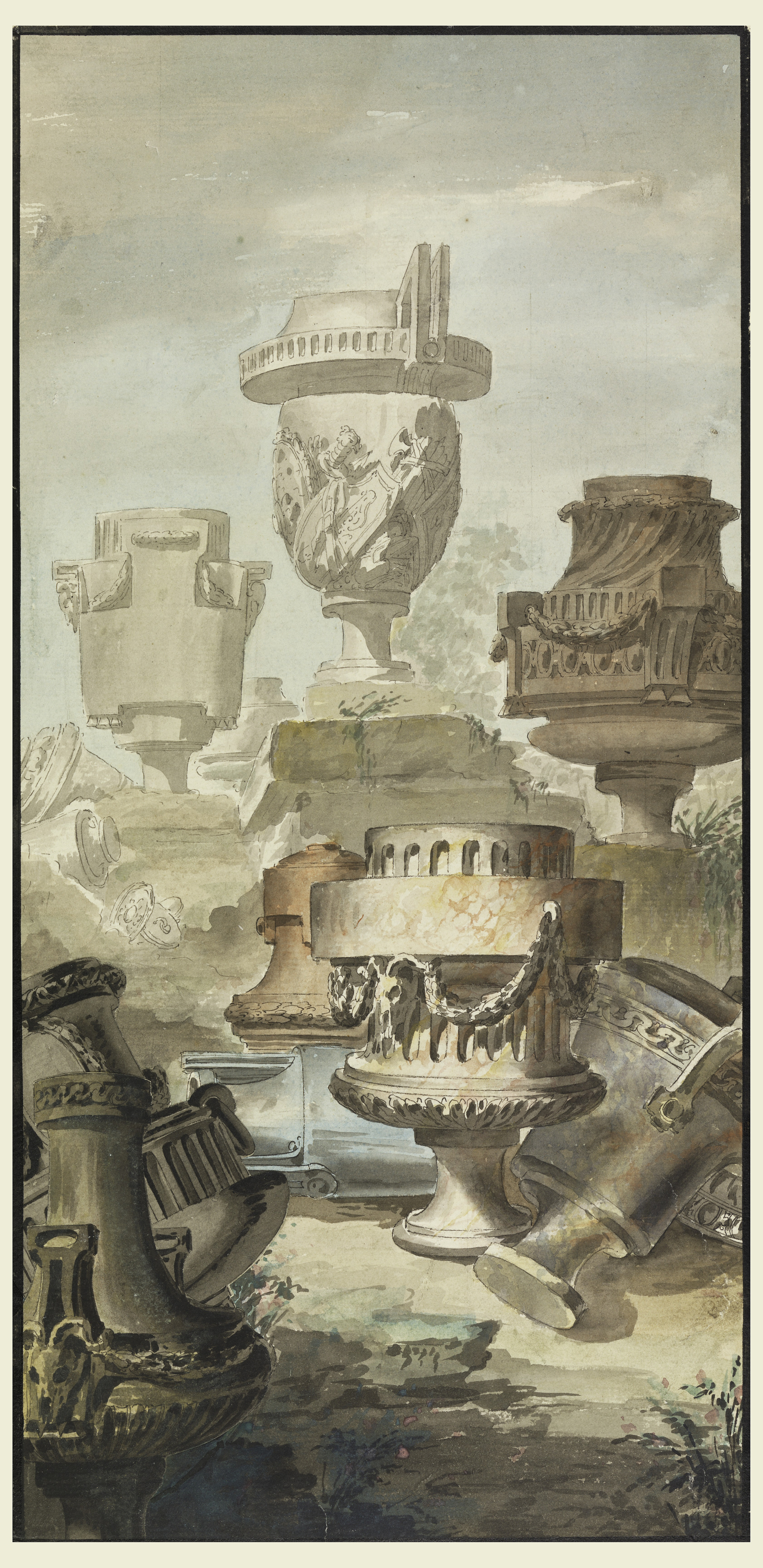
Руинированные вазы и урны. 1770. Бумага, тушь, акварель. Смитсоновский музей дизайна Купер Хьюитт, Нью-Йорк
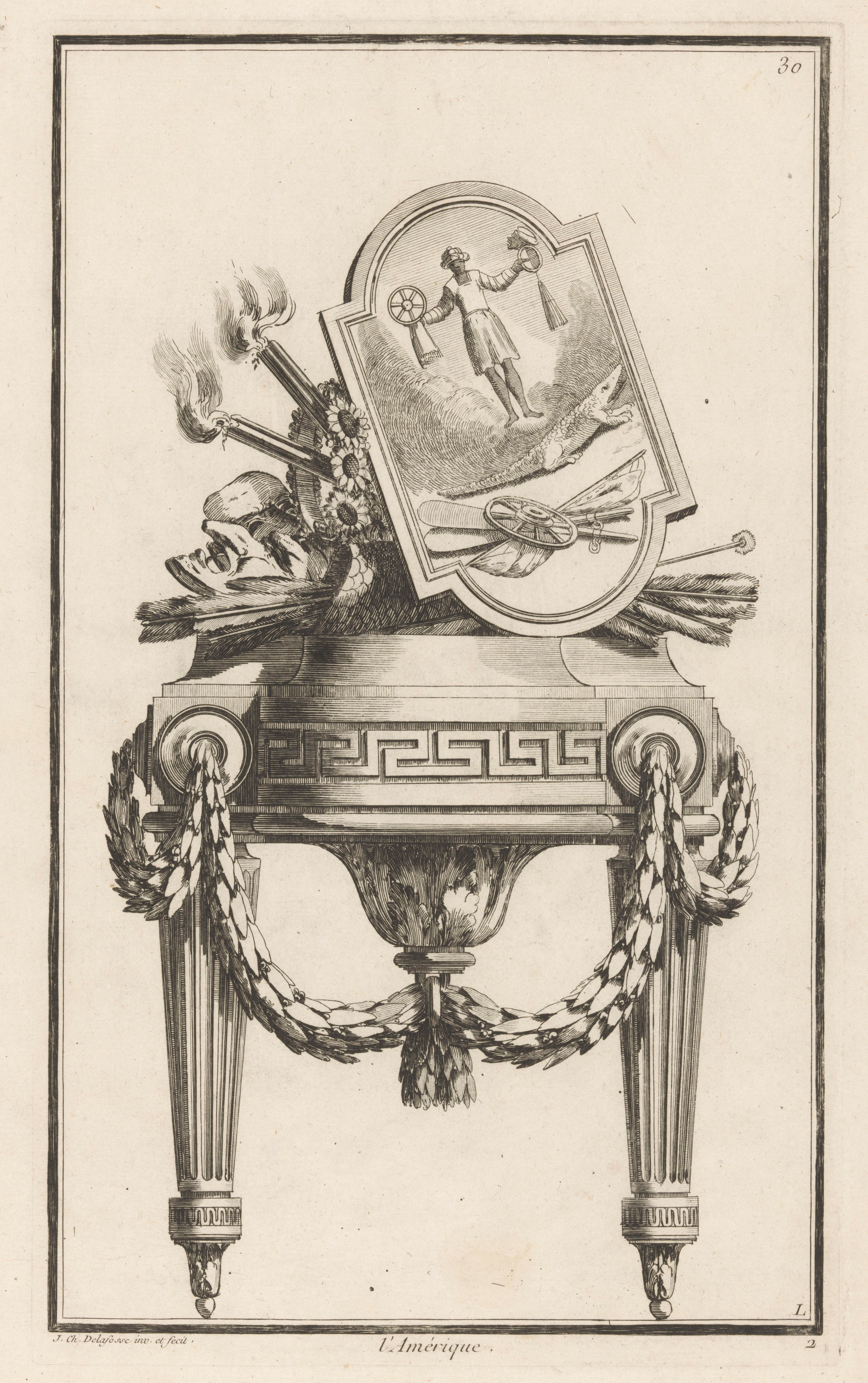
Америка Америка. Офорт из альбома «Новая историческая иконология или иероглифические атрибуты…»
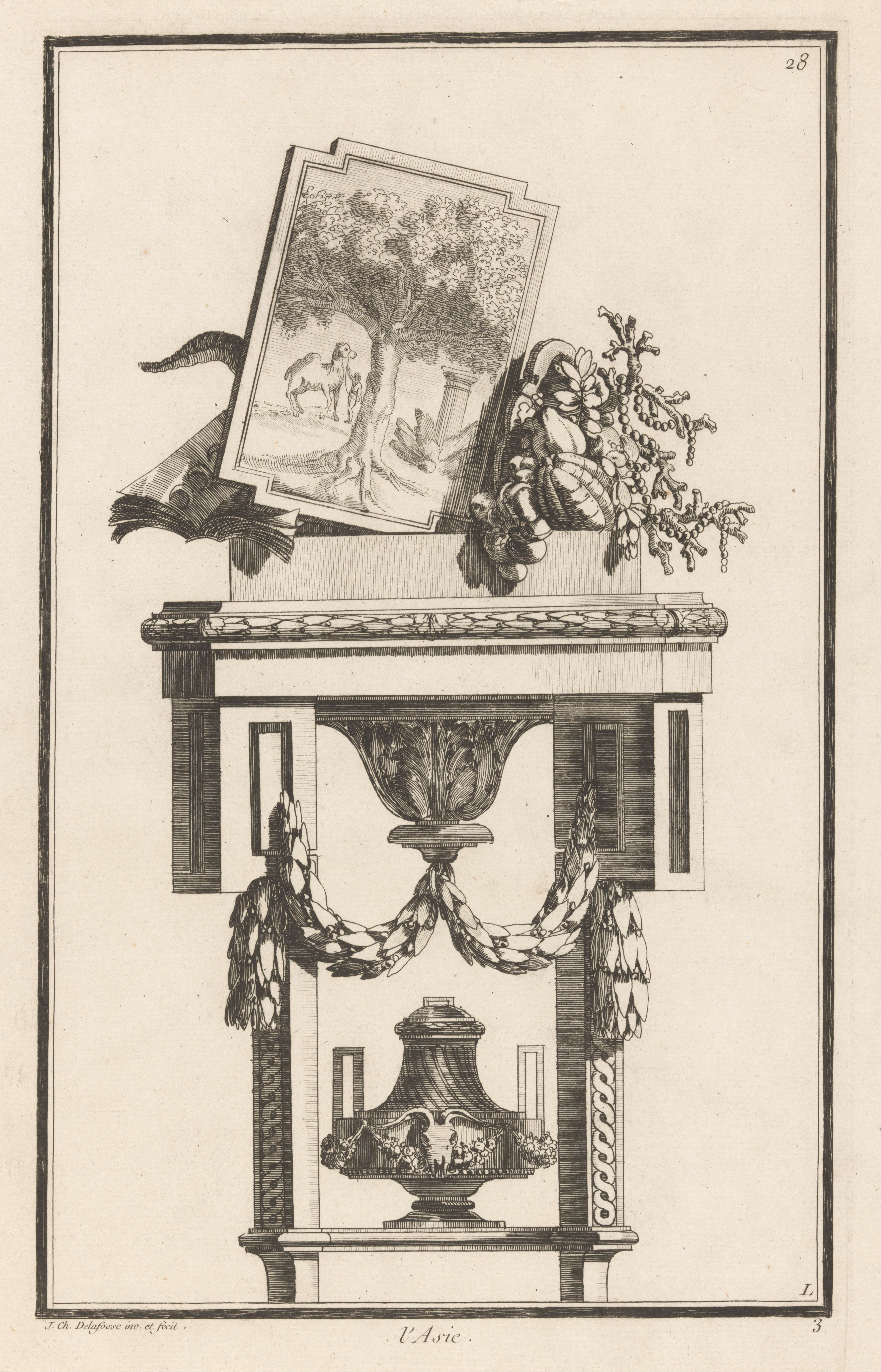
Aзия. Офорт из альбома «Новая историческая иконология или иероглифические атрибуты…»
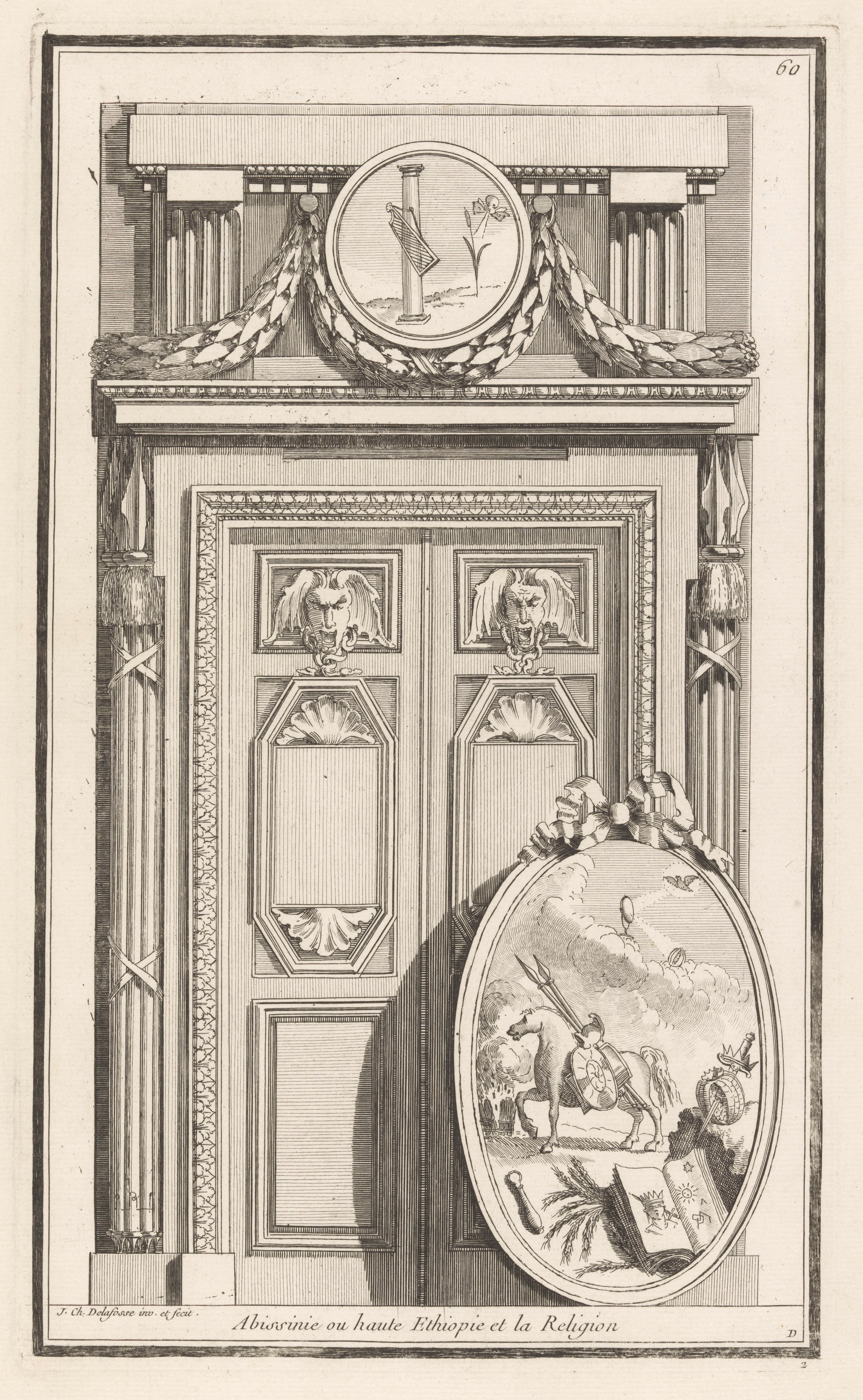
Aбессиния (Эфиопия). Портал. Офорт из альбома «Новая историческая иконология или иероглифические атрибуты…»
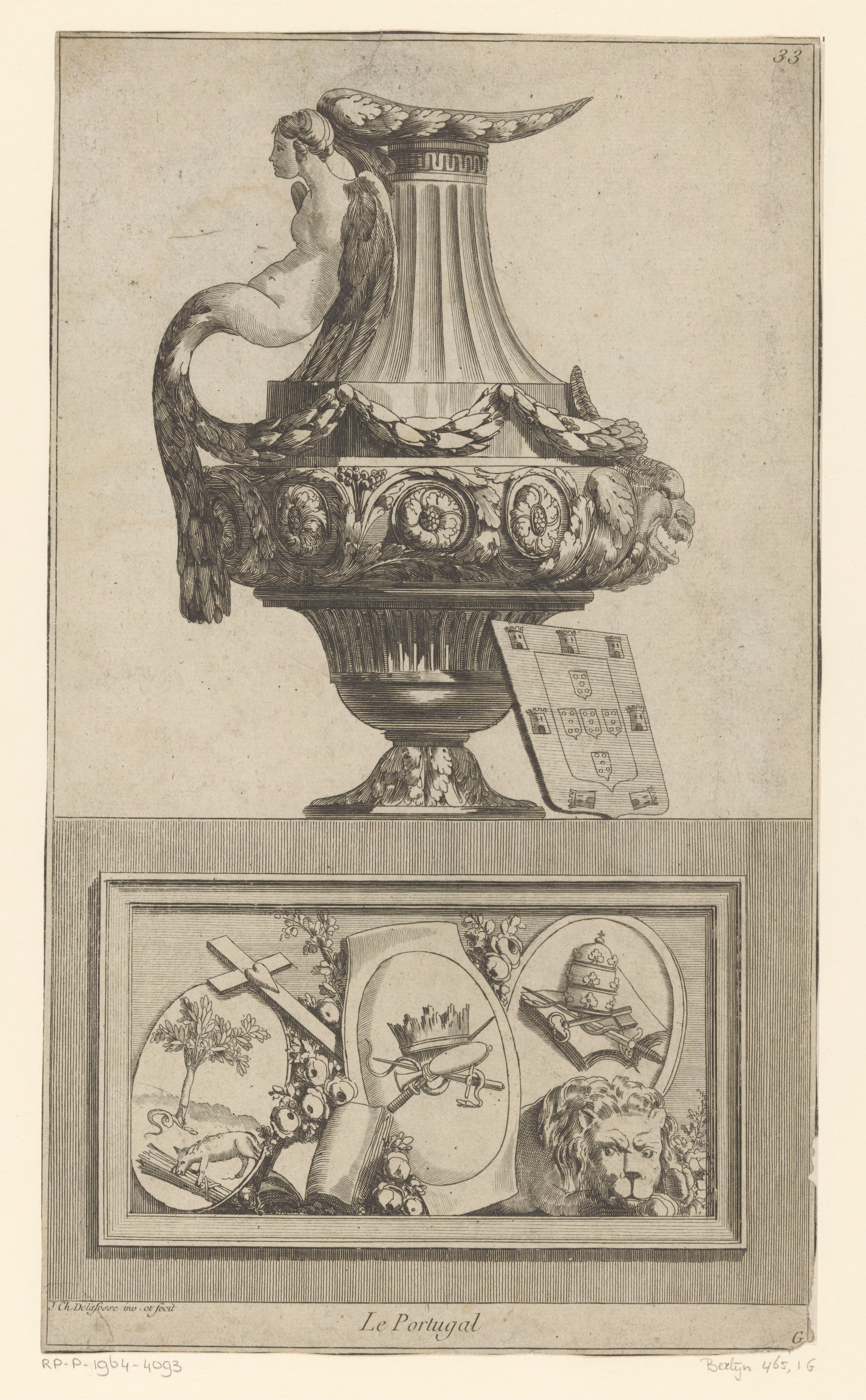
Ваза. Офорт из альбома «Новая историческая иконология или иероглифические атрибуты…»
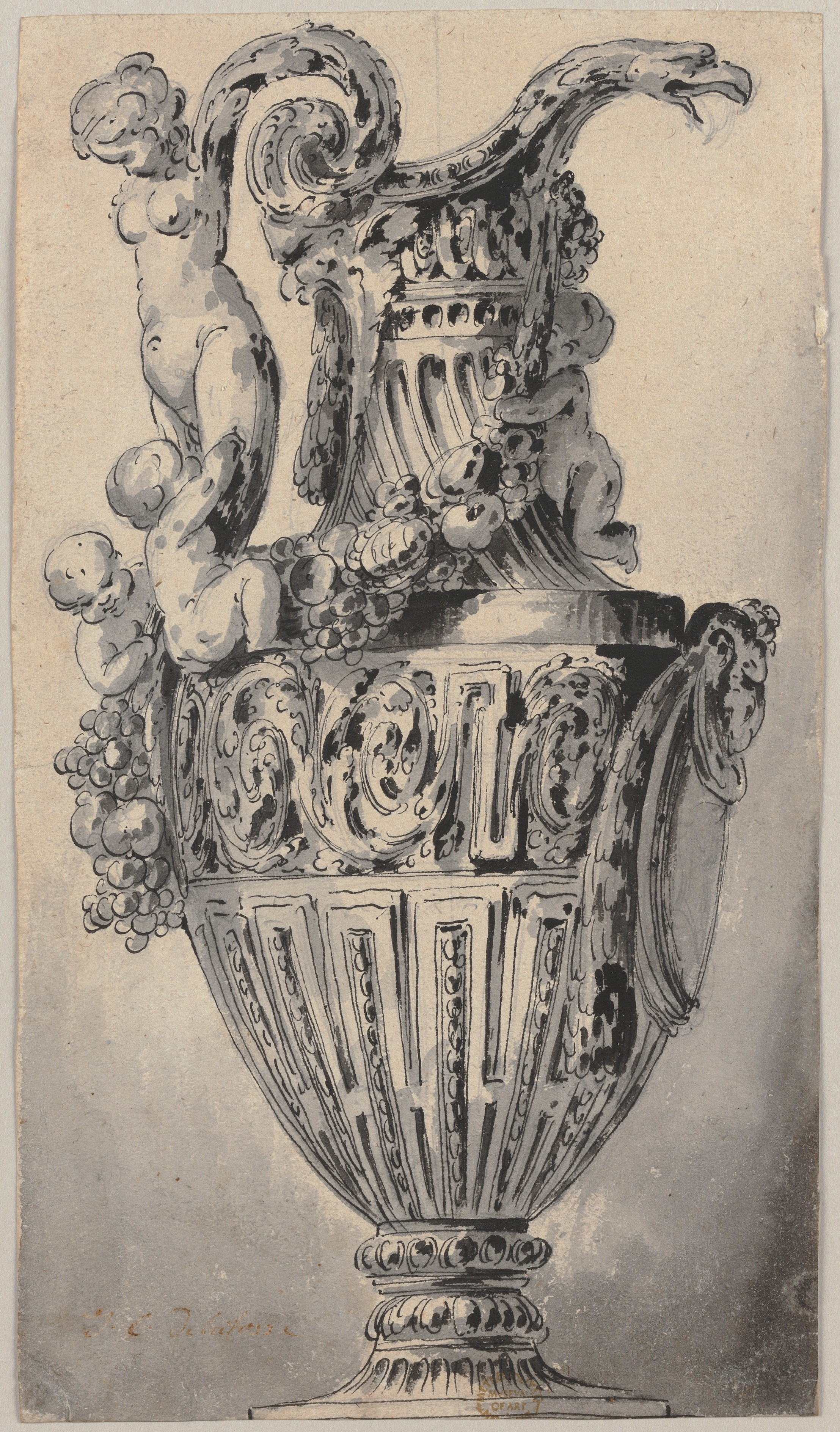
Кувшин. Между 1734 и 1791. Бумага, тушь, перо, кисть. Метрополитен-музей, Нью-Йорк
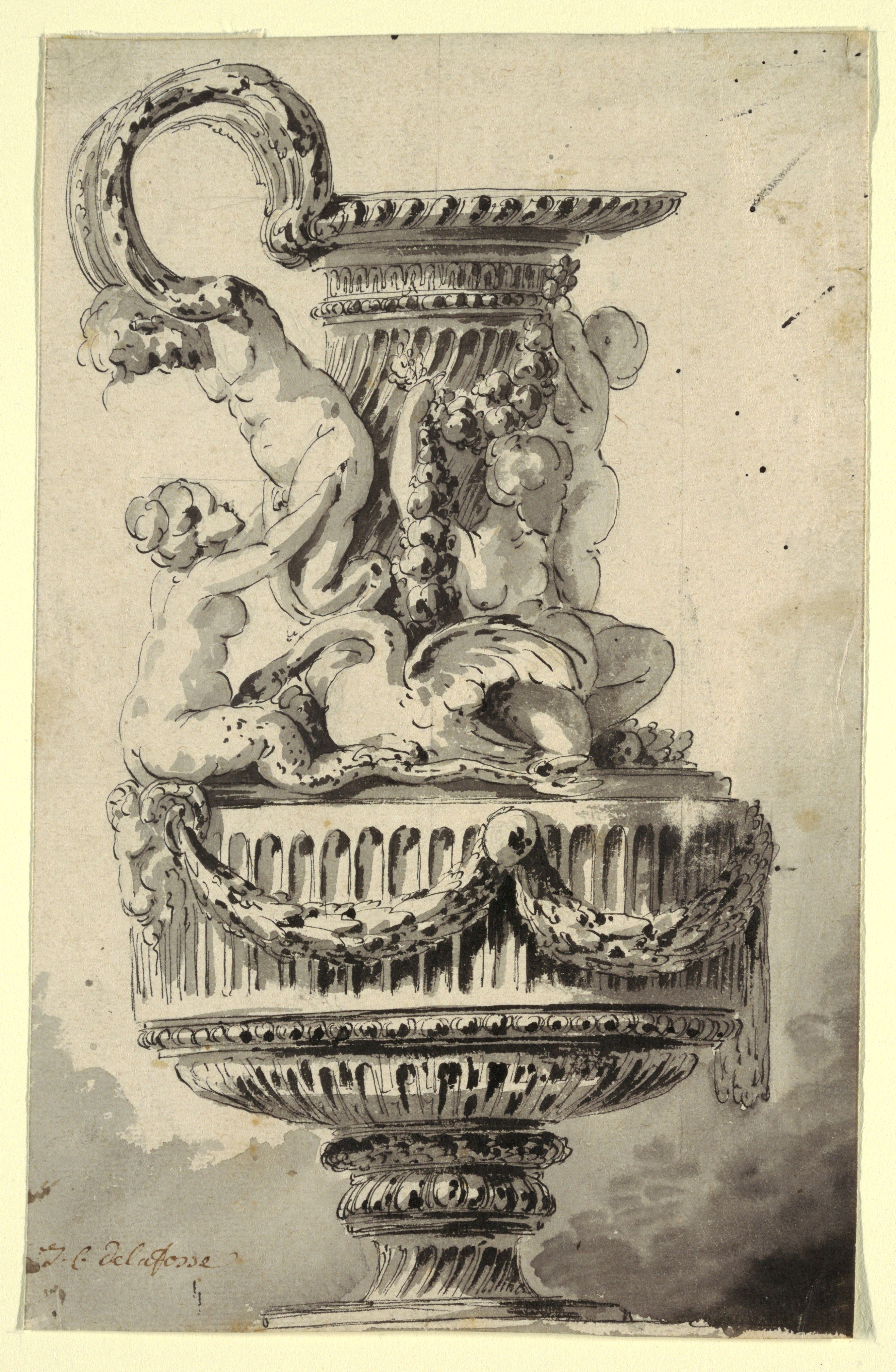
Кувшин. Ок. 1765. Бумага, тушь, перо, кисть. Смитсоновский музей дизайна Купер Хьюитт, Нью-Йорк